# Ric Suggitt
Ric Suggitt, dit  Sluggo, né le 30 octobre 1958 à Edmonton (Alberta) et mort le 27 juin 2017 à Calgary (Alberta), est un entraîneur de rugby à XV canadien qui a entraîné l'équipe du Canada de rugby à XV de 2004 à 2007. 
Après avoir entraîné l'équipe du Canada de rugby à XV féminin et l'équipe du Canada de rugby à sept, il est nommé en 2004 à la tête de l'équipe du Canada. En 2008, il est remplacé par Kieran Crowley.
En 2010, il est nommé à la tête de l'équipe des États-Unis de rugby à sept féminin, il est toujours en poste en 2015, il est parvenu à qualifier les États-Unis pour les Jeux olympiques d'été de 2016 à Rio de Janeiro.

## Carrière
Ric Suggitt est né à Edmonton au Canada, il est un joueur de rugby à XV canadien mais il abandonne très jeune sa carrière de joueur en raison de nombreuses blessures à l'épaule.  
Il commence une carrière d'entraîneur de rugby d'abord avec le Clansmen Rugby Club. En 1999, il intègre la structure de la fédération canadienne de rugby à XV, dirigeant les équipes de jeunes, l'équipe du Canada de rugby à XV féminin et l'équipe du Canada de rugby à sept. 
Il est nommé en 2004 à la tête de l'équipe du Canada ; les résultats du Canada lors de la Coupe du monde de rugby à XV 2007 ne sont pas ceux espérés par la fédération et Kieran Crowley succède à Ric Suggitt en 2008 à la tête de l'équipe du Canada.  
En 2010, Ric Suggitt est nommé à la tête de l'équipe des États-Unis de rugby à sept féminin, il est toujours en poste en 2015, il est parvenu à qualifier les États-Unis pour les Jeux olympiques d'été de 2016 à Rio de Janeiro. Dans le cadre de son mandat, il parcourt les États-Unis notamment les écoles, les universités pour encadrer les formations et détecter les athlètes à fort potentiel.